# Paolo Toscanelli
Paolo Toscanelli, celým jménem Paolo dal Pozzo Toscanelli (21. dubna 1397 Florencie – 10. května 1482 Florencie), byl florentský astronom, matematik a kartograf.
Svým později vytvořeným kartografickým dílem poměrně zásadně ovlivnil světové dějiny tak, jak je známe.

## Život

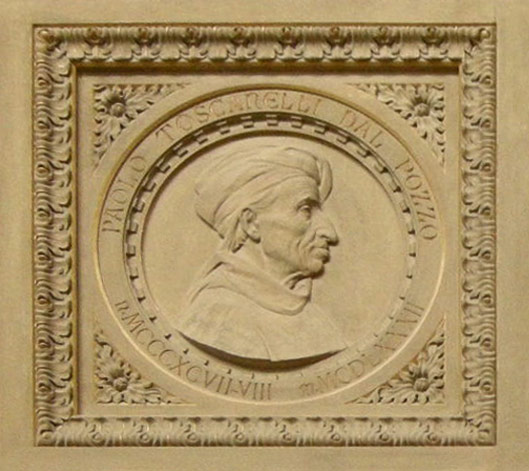
Paolo Toscanelli

Paolo Toscanelli se narodil ve Florencii jako syn florentského lékaře Dominica Toscanelliho. Vystudoval matematiku, filozofii a lékařství na Padovské univerzitě. Zde se spřátelil s Mikulášem Kusánským, který studoval právo a matematiku na téže univerzitě. Oba úspěšně opustili univerzitu v roce 1424. Toscanelli patřil mezi jednu z hlavních postav intelektuální a kulturní společnosti v renesanční Florencii, kde také prožil celý svůj život.
Toscanelli je znám díky pozorování komet. Jednou z nich byla kometa z roku 1456, jež byla v roce 1759 pojmenována jako Halleyova, po anglickém astronomovi Edmundu Halleym, který předpověděl její návrat v tomto roce.
Toscanelliho okruh přátel zahrnoval významné osobnosti na poli mnoha vědních oborů (architektura, filozofie, matematika).
Kolem roku 1468 zkonstruoval mimo jiné také Gnómon, který je stále k vidění v katedrále Santa Maria del Fiore ve Florencii.
Toscanelli patřil k prvním známým zastáncům západních námořních cest z Evropy na Dálný východ, který podložil své teorie kartograficky. Tvrdil, že Dálného východu by mohlo být z Evropy snáze dosaženo přímou plavbou na západ, než plavbou okolo mysu Dobré naděje a následně plavbou přes Indický oceán.
Prožil poměrně dlouhý život a zemřel 10. května 1482 ve Florencii.

## Toscanelliho mapa světa
Ve většině zemí západní a střední Evropy docházelo ve 14.–15. století ke hnutí za znovuzrození, renesanci antické kultury, vědy a snahu dále prohlubovat starověké znalosti. Nejinak tomu bylo tou dobou i v kartografii, na jejíž obrození mělo vliv znovuobjevení Ptolemaiovy Geografie, vynález knihtisku a výsledky velkých objevných cest. Kromě Ptolemaiových matematických principů pro sestavování map byly přebírány i zastaralé údaje, které byly zdrojem mnoha omylů.

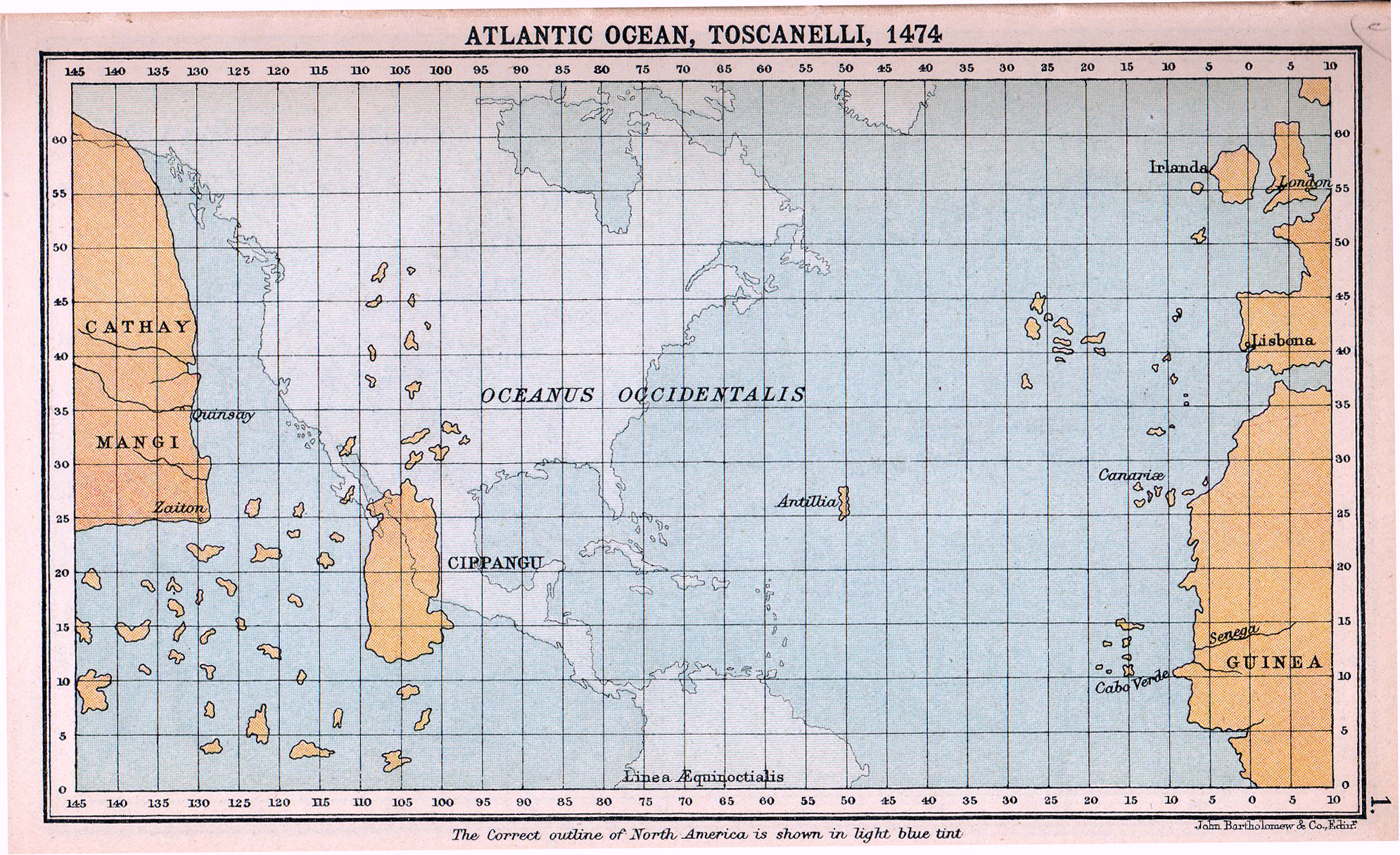
Moderní verze mapy s obrysem Ameriky

V roce 1474 poslal Toscanelli dopis a ručně kreslenou mapu svému příteli Fernanu Martinézovi, portugalskému knězi, který vše následně doručil portugalskému králi Alfonsovi V. na královský dvůr v Lisabonu. V dopise detailně popisoval trasu, kudy plout západním směrem a dosáhnout tak břehů jižní a východní Asie. Je zřejmé, že většinu informací čerpal Toscanelli z knihy Marca Pola a spisů dalších autorů.
Svou přehnanou představu o velikosti světa založil na poznatcích Marinose z Tyru a Ptolemaiově představě. To mělo za následek některé fatální důsledky. Mimo portugalského krále zaslal kopii téhož dopisu i mapu roku 1480 také Kryštofu Kolumbovi. Tyto dokumenty, které pak sloužily k navigaci při objevných cestách, následně silně ovlivnily směr Kolumbova života a historii světa. Toscanelli chybně určil rozměr Asie, která byla podle jeho výpočtů o 5000 mil delší než ve skutečnosti a Kolumbus, předpokládající špatný obvod Země, si proto z počátku neuvědomil, že doplul na zcela jiný kontinent.

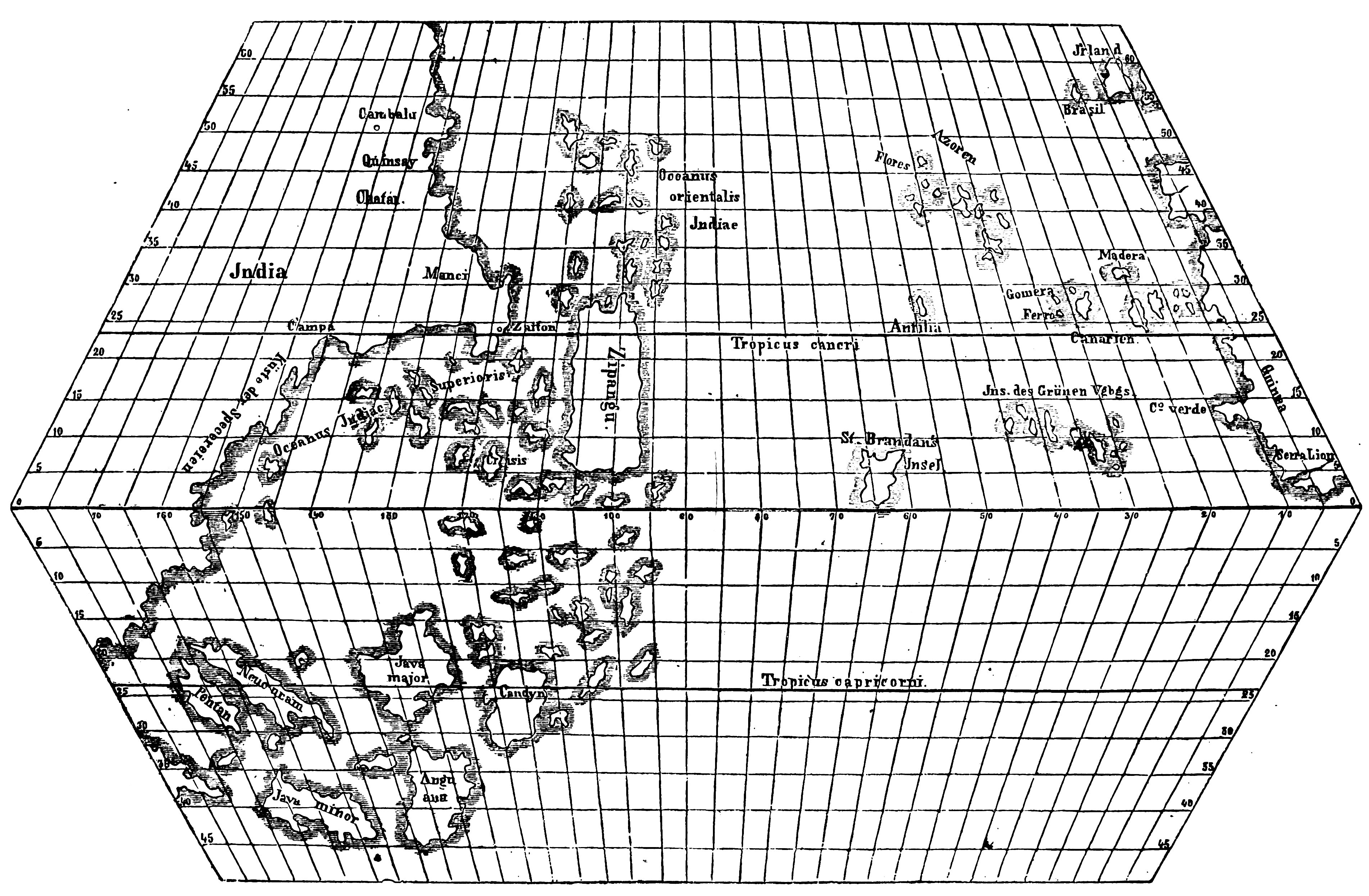
Spekulativní rekonstrukce mapy vytvořená v roce 1898

Nepodložené příběhy zmiňují Toscanelliho přítomnost při návštěvě čínské delegace papeže v roce 1432. V rámci této návštěvy bylo představeno a probráno mnoho čínských vynálezů s nákresy, které byly později zhotoveny Filippem Brunelleschim a Leonardem da Vincim. V Toscanelliho dopise Kolumbovi, jehož pravost byla předmětem sporů, je zmíněna návštěva muže z Číny u papeže Evžena IV.:
„Za doby papeže Evžena IV. za ním přišel jeden z Číňanů, se kterým jsem měl dlouhou konverzaci ohledně mnoha věcí – o velikosti jejich řek v délce, šířce a mnoha městech na březích těchto řek. Řekl mi, že na jedné z řek leží téměř 200 měst s mramorovými mosty velkolepými svou šíří, délkou a zdobnými sloupy. Tuto zemi stojí za to hledat. Nikoliv pouze pro bohatství, které z ní lze získat (zlato, stříbro, všechny druhy drahých kamenů a koření), ale také pro její učené muže, filozofy a zkušené astronomy, dále pro zkušenosti a umění, s jakým jsou velkolepé provincie řízeny a v neposlední řadě pro znalost válečného umění."
— výňatek z Toscanelliho dopisu Kolumbovi
Toscanelli dále popisoval tyto lidi jako extrémně vzdělané a ochotné sdílet své vědomosti a znalosti. Tvrdil, že jím popsaná cesta na západ je nejen možná, ale také zcela pravdivá a zaručují zisk velké slávy a bohatství.
Ačkoli kopie dopisu se dochovala, historická mapa byla ztracena. Mohla však být zrekonstruována z textu v dopise a dvou kartografických děl, která se dochovala a jsou založena na jejích podkladech. Prvním dílem je mapa světa od Henrica Martelluse z roku 1490 a druhým pak glóbus, jenž vytvořil Martin Behaim roku 1492. Jde o jediné dvě existující ne-Ptolemaiovské mapy světa z 15. století odstupňované v zeměpisné šířce a výšce sdělující přesný odhad šířky oceánu mezi nejzápadnější Evropou a nejvýchodnější Asií.
Originální mapa byla podle popisu v dopise rozdělena do sekcí, přičemž z Lisabonu na západ bylo vykresleno celkem 26 sekcí. Každá sekce měla představovat 250 mil. Na mapě byl mimo jiné zhruba uprostřed Atlantiku zakreslen také přízračný ostrov sv. Brendana.